# Hamelia sanguinea
Hamelia sanguinea là một loài thực vật có hoa trong họ Thiến thảo. Loài này được Elias mô tả khoa học đầu tiên năm 1976.